# Дюртюлі (Аургазинський район)
Дюртюлі́ (рос. Дюртюли, башк. Дүртөйлө) — присілок у складі Аургазинського району Башкортостану, Росія. Входить до складу Новокальчирівської сільської ради.
До 10 вересня 2007 року присілок називався Старотурумбетово.
Населення — 349 осіб (2010; 372 в 2002).
Національний склад:
- татари — 94%